# 가자희

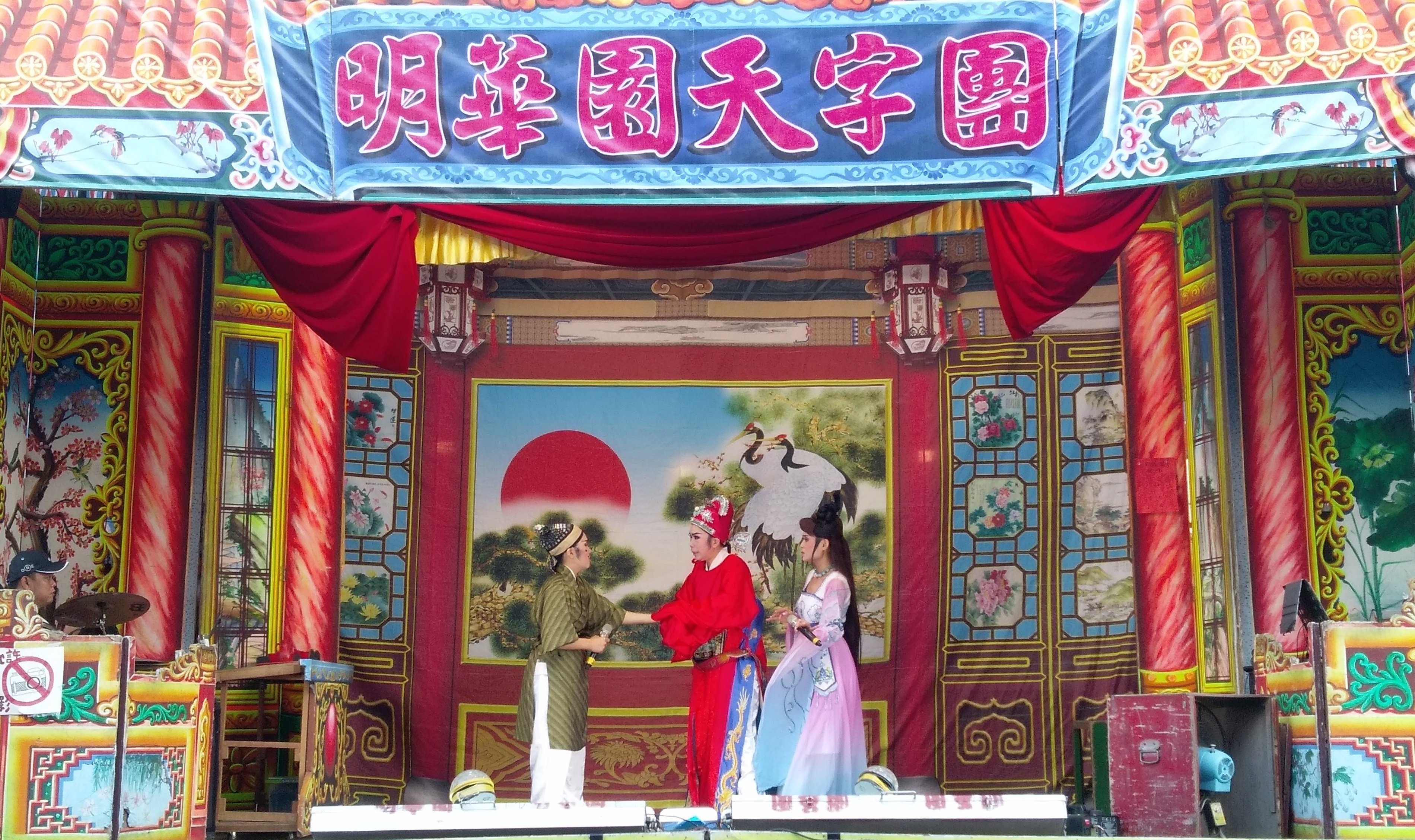
명화원(明華園)을 공연중인 야대희(野臺戱)

가자희(중국어: 歌仔戲, 백화자: koa-á-hì)는 타이완(중화민국령)의 전통극이다. 구미권에서는 흔히 '타이완 오페라'(Taiwan Opera)라고 불린다. 대사는 타이완어로 되어있으며, 배우들은 전원 여성이다.

## 같이 보기
- 대만의 문화